# Лань (річка)
Лань — річка в Берестейській та Мінській областях, ліва притока Прип'яті. Належить до водного басейну Чорного моря.
Довжина — 147 км, площа басейну — 2190 км², середня витрата води в гирлі — 11,3 м³/с. Початок річки знаходиться біля села Горбуни на Копильській гряді, в середній і нижній течії річка протікає Прип'ятським Поліссям. Річка практично на всьому протязі каналізована, зарегульована водосховищем Локтиші. Ширина Лані у верхній течії 4-8 м, в нижній до 20 м, заплава шириною 0,6-1 км. Береги річки торф'янисті, місцями піщані та супіщані, заввишки 1-2 м.
Долина річки (ширина 1-1,5 км) покрита змішаними лісами, заболочена, вкрита мережею меліоративних каналів.
На річці розташоване місто Клецьк. У місті, на лівому березі Лані розташований пам'ятник архітектури — церква XIX століття, в селах Домоткановічі і Яновичі — садиби XIX–XX століть.